# Nuoto ai campionati europei di nuoto 2018 - 1500 metri stile libero maschili
La gara dei 1 500 metri stile libero maschili degli Europei 2018 si è svolta il 4 e il 5 agosto 2018. Al mattino del 4 agosto si sono svolte le batterie, mentre la finale si è disputata nel pomeriggio del 5 agosto.

## Podio
| Pos.    | Atleta               | Nazione  |
| ------- | -------------------- | -------- |
| Oro     | Florian Wellbrock    | Germania |
| Argento | Mychajlo Romančuk    | Ucraina  |
| Bronzo  | Gregorio Paltrinieri | Italia   |

## Record
Prima della manifestazione il record del mondo (RM), il record europeo (EU) e il record dei campionati (RC) erano i seguenti:
|  | 14'31"02 | Sun Yang             | 4 agosto 2012 Londra  |
|  | 14'34"04 | Gregorio Paltrinieri | 18 maggio 2016 Londra |
|  | 14'34"04 | Gregorio Paltrinieri | 18 maggio 2016 Londra |

Durante la competizione non sono stati migliorati record.

## Risultati

### Batterie
| Pos. | Batteria | Corsia | Atleta                 | Nazionalità   | Tempo    | Note |
| ---- | -------- | ------ | ---------------------- | ------------- | -------- | ---- |
| 1    | 2        | 6      | Damien Joly            | Francia       | 14'53"52 | Q    |
| 2    | 1        | 4      | Mychajlo Romančuk      | Ucraina       | 14'53"79 | Q    |
| 3    | 2        | 5      | Florian Wellbrock      | Germania      | 14'54"55 | Q    |
| 4    | 2        | 4      | Gregorio Paltrinieri   | Italia        | 14'54"85 | Q    |
| 5    | 1        | 5      | Henrik Christiansen    | Norvegia      | 14'58"03 | Q    |
| 6    | 1        | 6      | Jan Micka              | Rep. Ceca     | 14'58"94 | Q    |
| 7    | 1        | 3      | Domenico Acerenza      | Italia        | 14'59"35 | Q    |
| 8    | 2        | 3      | Serhij Frolov          | Ucraina       | 15'02"93 | Q    |
| 9    | 2        | 8      | Marin Mogić            | Croazia       | 15'04"45 |      |
| 10   | 1        | 1      | Anton Ipsen            | Danimarca     | 15'05"86 |      |
| 11   | 1        | 7      | Il'ja Družnin          | Russia        | 15'06"43 |      |
| 12   | 2        | 9      | Andreas Georgakopoulos | Grecia        | 15'11"45 |      |
| 13   | 2        | 0      | Vuk Čelić              | Serbia        | 15'11"52 |      |
| 14   | 1        | 2      | David Aubry            | Francia       | 15'15"61 |      |
| 15   | 2        | 1      | Victor Johansson       | Svezia        | 15'15"75 |      |
| 16   | 2        | 2      | Gergely Gyurta         | Ungheria      | 15'28"70 |      |
| 17   | 1        | 8      | Dávid Lakatos          | Ungheria      | 15'33"96 |      |
| 18   | 1        | 0      | Guilherme Pina         | Portogallo    | 15'39"89 |      |
| 19   | 2        | 7      | Tom Derbyshire         | Gran Bretagna | 16'01"83 |      |
| 20   | 1        | 9      | Franc Aleksi           | Albania       | 16'29"27 |      |

### Finale
| Pos. | Corsia | Atleta               | Nazionalità | Tempo    | Note |
| ---- | ------ | -------------------- | ----------- | -------- | ---- |
|      | 3      | Florian Wellbrock    | Germania    | 14'36"15 |      |
|      | 5      | Mychajlo Romančuk    | Ucraina     | 14'36"88 |      |
|      | 6      | Gregorio Paltrinieri | Italia      | 14'42"85 |      |
| 4    | 1      | Domenico Acerenza    | Italia      | 14'51"88 |      |
| 5    | 2      | Henrik Christiansen  | Norvegia    | 14'56"47 |      |
| 6    | 4      | Damien Joly          | Francia     | 14'57"82 |      |
| 7    | 8      | Serhij Frolov        | Ucraina     | 14'58"46 |      |
| 8    | 7      | Jan Micka            | Rep. Ceca   | 14'59"49 |      |